# ダイタクヤマト
ダイタクヤマト（欧字名:Daitaku Yamato、1994年3月13日 - 不明）は、日本の競走馬、種牡馬。
2000年のスプリンターズステークス（GI）を出走馬中最低人気で優勝し、同年のJRA賞最優秀短距離馬および最優秀父内国産馬を受賞した。その他の勝ち鞍に、2000年のスワンステークス（GII）、2001年の阪急杯（GIII）。

## 戦績
3歳の9月にデビュー。ダートで惜しいレースが続いたが、初めての芝のレースで勝利し、続く500万条件のさざんか賞を勝利し2連勝を果たす。なお、さざんか賞は父・ダイタクヘリオスならびに祖父（父の父）・ビゼンニシキも勝利しており3代制覇となった。4歳春には重賞・オープン特別を走るも勝利を挙げられず、同年夏には900万下条件に降格。その後は1年に1-2勝というスローペースながらも着実にクラスを上げていき、1999年12月に再度オープン入りした。
翌2000年のスプリンターズステークスでは、7頭ものG1馬（含海外G1）が揃ったうえ、自身は函館スプリントステークスでの連対しか重賞実績がなく、前哨戦のセントウルステークスでも敗れていたため単勝オッズ257.5倍という出走16頭中最低人気となった。しかし第4コーナーで先頭に立ち、そのまま押し切って人気のアグネスワールドの追撃をしのぎ切りGI初制覇を果たし、 日出処の韋駄天という異名を得た。鞍上の江田照男ともども大波乱を演じた。続くスワンステークスでも、前走をフロック視するファンが多かったせいか、単勝8番人気と低評価であった。しかし、道中3番手を追走し、シンボリインディ以下を抑えて2連勝を飾った。次走のマイルチャンピオンシップでも、先行馬総崩れの展開の中、直線に入りいったん先頭に立つなど4着に健闘する。これらの活躍により、この年のJRA賞最優秀短距離馬と最優秀父内国産馬に選ばれた。
翌2001年には阪急杯を勝つ。高松宮記念は8着に敗れるが、秋のセントウルステークスでは2着、スプリンターズステークスではレコード決着のトロットスター、メジロダーリングから僅差の3着と健在を示した。同年12月の香港スプリントで12着に敗れたのを最後に（日本ラストランは同年10月のスワンステークス7着）、引退した。
奇しくも自身が勝ったスプリンターズステークス、スワンステークスは父が勝てなかった重賞であり、また父が勝ったクリスタルカップ、高松宮杯（高松宮記念）、マイルチャンピオンシップでは勝つことができなかった。（クリスタルカップは出走取消）
現役時代において1番人気で重賞制覇する経験は1度もなかった。また、 週刊100名馬の14巻に気まぐれな馬だと評された。

## 競走成績
以下の内容は、netkeiba.com、JBISサーチおよび香港賽馬會の情報に基づく。
| 年月日     | 競馬場 | 競走名          | 格   | 頭数 | 枠番 | 馬番 | オッズ （人気） | オッズ （人気） | 着順 | 騎手       | 斤量   | 距離（馬場）  | タイム （上り3F） | タイム 差 | 勝ち馬/（2着馬）       |
| ---------- | ------ | --------------- | ---- | ---- | ---- | ---- | --------------- | --------------- | ---- | ---------- | ------ | ------------- | ----------------- | --------- | ---------------------- |
| 1996.09.08 | 阪神   | 3歳新馬         |      | 12   | 8    | 11   | 009.0           | 0（3人）        | 03着 | 高橋亮     | 50kg   | ダ1200m（良） | 1:15.0 (38.8)     | -0.5      | ケンタシチー           |
| 0000.09.28 | 阪神   | 3歳新馬         |      | 10   | 2    | 2    | 002.1           | 0（1人）        | 02着 | 高橋亮     | 50kg   | ダ1400m（稍） | 1:29.0 (39.9)     | -1.8      | ラプタス               |
| 0000.10.12 | 新潟   | 3歳未勝利       |      | 8    | 2    | 2    | 003.8           | 0（3人）        | 04着 | 大崎昭一   | 53kg   | ダ1200m（良） | 1:15.0 (39.0)     | -0.9      | トーアライコウ         |
| 0000.11.02 | 京都   | 3歳未勝利       |      | 15   | 5    | 9    | 006.4           | 0（3人）        | 01着 | 藤田伸二   | 54kg   | 芝1200m（稍） | 1:09.2 (34.4)     | -1.3      | （エイシンピクシー）   |
| 0000.11.30 | 阪神   | さざんか賞      | 500  | 8    | 5    | 5    | 002.6           | 0（1人）        | 01着 | 藤田伸二   | 54kg   | 芝1400m（良） | 1:21.7 (37.0)     | -0.6      | （マコトライデン）     |
| 1997.01.15 | 京都   | シンザン記念    | GIII | 12   | 6    | 7    | 007.2           | 0（3人）        | 08着 | 藤田伸二   | 55kg   | 芝1600m（良） | 1:37.0 (38.9)     | -2.4      | シーキングザパール     |
| 0000.02.23 | 阪神   | アーリントンC   | GIII | 8    | 4    | 4    | 010.1           | 0（5人）        | 04着 | 芹沢純一   | 55kg   | 芝1600m（良） | 1:36.5 (36.9)     | -0.4      | ブレーブテンダー       |
| 0000.03.30 | 中山   | クリスタルC     | GIII | 13   | 1    | 1    |                 |                 | 取消 | 蛯名正義   | 55kg   | 芝1200m（重） |                   |           | ワシントンカラー       |
| 0000.04.20 | 京都   | マーガレットS   | OP   | 17   | 4    | 8    | 019.6           | 0（6人）        | 14着 | 村本善之   | 55kg   | 芝1600m（良） | 1:35.3 (36.5)     | -1.5      | パームシャドウ         |
| 0000.10.19 | 京都   | 鞍馬特別        | 900  | 10   | 6    | 6    | 005.3           | 0（2人）        | 04着 | 高橋亮     | 55kg   | 芝1400m（良） | 1:23.6 (36.0)     | -0.7      | シャダヴァン           |
| 0000.11.06 | 京都   | 宝ケ池特別      | 900  | 12   | 5    | 5    | 008.5           | 0（5人）        | 01着 | 高橋亮     | 55kg   | 芝1400m（良） | 1:22.5 (36.3)     | -0.1      | （スギノグッドラック） |
| 0000.12.13 | 阪神   | 逆瀬川S         | 1600 | 16   | 5    | 9    | 014.8           | 0（7人）        | 02着 | 塩村克己   | 54kg   | 芝1600m（良） | 1:35.8 (35.4)     | -0.0      | エーピーゴールド       |
| 1998.01.10 | 京都   | 新春S           | 1600 | 16   | 2    | 3    | 004.5           | 0（1人）        | 03着 | 塩村克己   | 55kg   | 芝1200m（良） | 1:09.9 (35.7)     | -0.6      | ダイタクカミカゼ       |
| 0000.02.07 | 京都   | 山城S           | 1600 | 16   | 6    | 11   | 004.5           | 0（2人）        | 05着 | 高橋亮     | 56kg   | 芝1200m（良） | 1:09.9 (35.5)     | -0.5      | スーパードレス         |
| 0000.02.22 | 東京   | アメジストS     | 1600 | 14   | 3    | 4    | 006.6           | 0（3人）        | 03着 | 高橋亮     | 55kg   | 芝1400m（良） | 1:22.1 (34.8)     | -0.9      | ケイワンバイキング     |
| 0000.03.29 | 中京   | 遠州灘S         | 1600 | 17   | 1    | 1    | 004.2           | 0（2人）        | 04着 | 高橋亮     | 56kg   | 芝1200m（良） | 1:09.5 (35.9)     | -0.6      | ヤシマキャプテン       |
| 0000.07.19 | 阪神   | 城崎特別        | 900  | 14   | 1    | 1    | 009.7           | 0（4人）        | 08着 | 高橋亮     | 57kg   | 芝1400m（良） | 1:24.0 (37.5)     | -1.3      | ゼンノモトーレ         |
| 0000.08.30 | 新潟   | 苗場特別        | 900  | 10   | 1    | 1    | 004.3           | 0（2人）        | 04着 | 高橋亮     | 57kg   | 芝1200m（重） | 1:10.3 (36.2)     | -0.9      | エクボ                 |
| 0000.09.20 | 中山   | 内房特別        | 900  | 11   | 7    | 8    | 002.1           | 0（1人）        | 01着 | 中舘英二   | 57kg   | 芝1200m（良） | 1:09.8 (35.0)     | -0.0      | （クニノユメオー）     |
| 0000.10.11 | 福島   | みちのくS       | 1600 | 10   | 6    | 6    | 005.8           | 0（5人）        | 07着 | 芹沢純一   | 56kg   | 芝1200m（良） | 1:10.4 (37.1)     | -1.6      | サンゲツ               |
| 1999.05.09 | 東京   | 薫風S           | 1600 | 14   | 1    | 1    | 052.0           | 0（11人）       | 03着 | 江田照男   | 57kg   | 芝1400m（良） | 1:21.7 (36.7)     | -0.7      | エアスマップ           |
| 0000.07.17 | 小倉   | 北九州短距離S   | OP   | 12   | 6    | 7    | 048.0           | （10人）        | 06着 | 熊沢重文   | 55kg   | 芝1200m（良） | 1:07.9 (35.4)     | -1.4      | アグネスワールド       |
| 0000.08.08 | 小倉   | やまなみS       | 1600 | 17   | 6    | 12   | 011.3           | 0（5人）        | 02着 | 高橋亮     | 55kg   | 芝1200m（良） | 1:07.9 (35.2)     | -0.1      | スピードスター         |
| 0000.09.11 | 阪神   | 仲秋S           | 1600 | 13   | 8    | 12   | 002.4           | 0（1人）        | 01着 | 武豊       | 56kg   | 芝1200m（良） | 1:08.3 (34.2)     | -0.4      | （メジロダーリング）   |
| 0000.10.09 | 京都   | 京洛S           | 1600 | 15   | 4    | 7    | 001.9           | 0（1人）        | 02着 | 武豊       | 57kg   | 芝1200m（良） | 1:07.6 (34.0)     | -0.2      | メジロダーリング       |
| 0000.11.21 | 京都   | 桂川S           | 1600 | 15   | 7    | 13   | 001.6           | 0（1人）        | 06着 | 武豊       | 57.5kg | 芝1200m（良） | 1:09.9 (36.0)     | -0.7      | ハイグローブ           |
| 0000.12.05 | 中山   | 仲冬S           | 1600 | 16   | 1    | 2    | 003.1           | 0（2人）        | 01着 | 江田照男   | 57.5kg | 芝1200m（良） | 1:08.5 (35.7)     | -0.6      | （グラスグラード）     |
| 2000.03.26 | 中京   | 高松宮記念      | GI   | 17   | 3    | 6    | 232.6           | （13人）        | 11着 | 高橋亮     | 57kg   | 芝1200m（良） | 1:09.1 (35.6)     | -0.5      | キングヘイロー         |
| 0000.04.23 | 福島   | やまびこS       | OP   | 12   | 8    | 11   | 003.9           | 0（2人）        | 01着 | 中舘英二   | 55kg   | 芝1200m（良） | 1:09.5 (35.5)     | -0.3      | （トロットスター）     |
| 0000.06.10 | 中京   | テレビ愛知OP    | OP   | 18   | 6    | 12   | 004.9           | 0（2人）        | 05着 | 中舘英二   | 56kg   | 芝1200m（良） | 1:08.8 (36.0)     | -0.5      | フェイマスケイ         |
| 0000.07.02 | 函館   | 函館スプリントS | GIII | 14   | 4    | 6    | 011.2           | 0（6人）        | 02着 | 芹沢純一   | 56kg   | 芝1200m（良） | 1:08.9 (35.0)     | -0.2      | タイキトレジャー       |
| 0000.09.10 | 阪神   | セントウルS     | GIII | 16   | 8    | 15   | 026.5           | 0（7人）        | 07着 | 吉田稔     | 57kg   | 芝1200m（良） | 1:08.0 (34.4)     | -0.4      | ビハインドザマスク     |
| 0000.10.01 | 中山   | スプリンターズS | GI   | 16   | 8    | 15   | 257.5           | （16人）        | 01着 | 江田照男   | 57kg   | 芝1200m（稍） | 1:08.6 (35.6)     | -0.2      | （アグネスワールド）   |
| 0000.10.28 | 京都   | スワンS         | GII  | 17   | 1    | 1    | 015.6           | 0（8人）        | 01着 | 江田照男   | 59kg   | 芝1400m（良） | 1:20.4 (35.2)     | -0.1      | （シンボリインディ）   |
| 0000.11.19 | 京都   | マイルCS        | GI   | 18   | 2    | 4    | 010.7           | 0（6人）        | 04着 | 江田照男   | 57kg   | 芝1600m（良） | 1:33.0 (35.5)     | -0.4      | アグネスデジタル       |
| 2001.02.25 | 阪神   | 阪急杯          | GIII | 14   | 5    | 8    | 003.6           | 0（2人）        | 01着 | M.デムーロ | 58kg   | 芝1200m（良） | 1:08.7 (34.7)     | -0.1      | （ブラックホーク）     |
| 0000.03.25 | 中京   | 高松宮記念      | GI   | 18   | 1    | 2    | 003.9           | 0（2人）        | 08着 | 江田照男   | 57kg   | 芝1200m（良） | 1:09.2 (35.4)     | -0.8      | トロットスター         |
| 0000.09.09 | 阪神   | セントウルS     | GIII | 13   | 1    | 1    | 003.4           | 0（2人）        | 02着 | 江田照男   | 59kg   | 芝1200m（良） | 1:08.2 (34.3)     | -0.1      | テネシーガール         |
| 0000.09.30 | 中山   | スプリンターズS | GI   | 12   | 7    | 9    | 002.9           | 0（2人）        | 03着 | 江田照男   | 57kg   | 芝1200m（良） | 1:07.0 (34.3)     | -0.0      | トロットスター         |
| 0000.10.27 | 京都   | スワンS         | GII  | 13   | 6    | 8    | 002.6           | 0（1人）        | 07着 | 江田照男   | 59kg   | 芝1400m（良） | 1:21.6 (35.1)     | -0.8      | ビハインドザマスク     |
| 0000.12.16 | 沙田   | 香港スプリント  | G2   | 14   | 8    | 4    | 15.0            | 0（7人）        | 12着 | 江田照男   | 126lbs | 芝1000m（GF） | 0:58.3 (00.0)     | -1.3      | Falvelon               |

- 香港スプリントのオッズおよび人気は、香港賽馬會によるもの。また、「Draw」が枠番、「Horse No.」が馬番に該当。
- 馬場状態：Fm=Firm, GF=Good to Firm, Gd=Good, GS=Good to Soft, Y=Yielding, Sft=Soft, Hy=Heavy

## 引退後
2002年より種牡馬となり、数少ない初年度産駒からユキーナ、サンライズヤマト（後に阪神競馬場の誘導馬を務めた）の2頭が中央競馬で勝ち星をあげている。産駒たちには、初冬に開催された2歳限定戦、当時の400万下、500万下のさざんか賞、2002年よりオープンに昇格したさざんかステークスの4代制覇という記録を達成する可能性があったが、同競走は2008年をもって廃止され、それまでに達成されることはなかった。2010年の種付けシーズン終了をもって種牡馬を引退。千葉県の佐倉ライディングクラブで乗馬として余生を過ごしていたがその後除籍される。GI競走を制しているにもかかわらず功労馬繋養展示事業の対象馬となっておらず、同乗馬クラブ除籍後の消息は不明である。

## エピソード

### 転厩時
1998年、石坂正が調教師として橋口弘次郎厩舎から独立する際に橋口がご祝儀として所属馬であったダイタクヤマトかダイタクカミカゼ（ダイタクヘリオスの半弟）を石坂に譲るということになった。血統、成績からダイタクカミカゼを選ぶと橋口は思っていたが、石坂は「1歳若い分長く使える」という理由でヤマトを選んだ。石坂はのちに「橋口先生からいい馬（ヤマト）をもらったからGIを勝てた」と謙遜したが、橋口もまた「ヤマトがGIを勝てたのは石坂の手腕だ」と謙遜している。

### スプリンターズS出走時
石坂はのちにセントウルステークスで凡走しながらもスプリンターズステークスへ挑戦したことに対し「近くの週に条件の合いそうなオープン特別があったが調教師としての経験が浅かったためにそんなレースがあることを知らなかった」と答えている。

## 血統表
| ダイタクヤマトの血統Luthier系 / Nasrullah 5×4=9.38% | ダイタクヤマトの血統Luthier系 / Nasrullah 5×4=9.38% | ダイタクヤマトの血統Luthier系 / Nasrullah 5×4=9.38% | （血統表の出典） | （血統表の出典） |
| 父系                                                | リュティエ系                                        | リュティエ系                                        | リュティエ系     | [ § 2 ]          |
| 父 ダイタクヘリオス 1987 黒鹿毛                     | 父の父ビゼンニシキ 1981 栗毛                        | *ダンディルート Dandy Lute                          | Luthier          | Luthier          |
| 父 ダイタクヘリオス 1987 黒鹿毛                     | 父の父ビゼンニシキ 1981 栗毛                        | *ダンディルート Dandy Lute                          | Dentrelic        |                  |
| 父 ダイタクヘリオス 1987 黒鹿毛                     | 父の父ビゼンニシキ 1981 栗毛                        | ベニバナビゼン                                      | *ミンスキー      | *ミンスキー      |
| 父 ダイタクヘリオス 1987 黒鹿毛                     | 父の父ビゼンニシキ 1981 栗毛                        | ベニバナビゼン                                      | カツハゴロモ     |                  |
| 父 ダイタクヘリオス 1987 黒鹿毛                     | 父の母ネヴアーイチバン 1971 黒鹿毛                  | *ネヴァービート Never Beat                          | Never Say Die    | Never Say Die    |
| 父 ダイタクヘリオス 1987 黒鹿毛                     | 父の母ネヴアーイチバン 1971 黒鹿毛                  | *ネヴァービート Never Beat                          | Bride Elect      |                  |
| 父 ダイタクヘリオス 1987 黒鹿毛                     | 父の母ネヴアーイチバン 1971 黒鹿毛                  | ミスナンバイチバン                                  | *ハロウェー      | *ハロウェー      |
| 父 ダイタクヘリオス 1987 黒鹿毛                     | 父の母ネヴアーイチバン 1971 黒鹿毛                  | ミスナンバイチバン                                  | *スタイルパッチ  |                  |
| 母 ダイタクブレインズ 1975 鹿毛                     | 母の父*テスコボーイ Tesco Boy 1963 黒鹿毛           | Princely Gift                                       | Nasrullah        | Nasrullah        |
| 母 ダイタクブレインズ 1975 鹿毛                     | 母の父*テスコボーイ Tesco Boy 1963 黒鹿毛           | Princely Gift                                       | Blue Gem         |                  |
| 母 ダイタクブレインズ 1975 鹿毛                     | 母の父*テスコボーイ Tesco Boy 1963 黒鹿毛           | Suncourt                                            | Hyperion         | Hyperion         |
| 母 ダイタクブレインズ 1975 鹿毛                     | 母の父*テスコボーイ Tesco Boy 1963 黒鹿毛           | Suncourt                                            | Inquisition      |                  |
| 母 ダイタクブレインズ 1975 鹿毛                     | 母の母クリスミレ 1956 栗毛                          | クリノハナ                                          | *プリメロ        | *プリメロ        |
| 母 ダイタクブレインズ 1975 鹿毛                     | 母の母クリスミレ 1956 栗毛                          | クリノハナ                                          | オホヒカリ       |                  |
| 母 ダイタクブレインズ 1975 鹿毛                     | 母の母クリスミレ 1956 栗毛                          | ケンタツキー                                        | *ダイオライト    | *ダイオライト    |
| 母 ダイタクブレインズ 1975 鹿毛                     | 母の母クリスミレ 1956 栗毛                          | ケンタツキー                                        | 英月 F-No.1-b    |                  |
| 母系(F-No.)                                         | 1号族(FN:1-b)                                       | 1号族(FN:1-b)                                       | 1号族(FN:1-b)    | [ § 3 ]          |
| 5代内の近親交配                                     | Nasrullah4×5                                        | Nasrullah4×5                                        | Nasrullah4×5     | [ § 4 ]          |
| 出典                                                | 1. 2. 3. 4.                                         | 1. 2. 3. 4.                                         | 1. 2. 3. 4.      | 1. 2. 3. 4.      |

父ダイタクヘリオスについては同馬の項参照。母ダイタクブレインズは7戦未勝利。4代母英月（競走馬名テツバンザイ）は1941年阪神優駿牝馬優勝馬。3代母ケンタツキーは天皇賞兄妹制覇のクリペロ、クリヒデの母であり、同馬から伸びた牝系にはカツアール、ニシノライデンなど多くの重賞競走優勝馬がいる。